# Casper (Kater)
Casper (* um 1997; † 14. Januar 2010) war ein im Vereinigten Königreich lebender Kater, der durch seine Fahrten mit dem Bus weltweite Aufmerksamkeit erlangte.

## Leben
Casper wurde im Dezember 2002 von einer Tierrettungsstation in Dorchester in der südwestenglischen Grafschaft Dorset an die Pflegerin Susan Finden vermittelt. Zu diesem Zeitpunkt war der schwarzweiße Kater fünf bis zehn Jahre alt und hatte zuvor zehn Monate in der Station gelebt. Seine früheren Besitzer sind nicht bekannt.
Casper lebte zunächst in einer Villa in Weymouth bei Susan Finden, ihrem zweiten Ehemann und weiteren sechs Katzen. Finden hatte ihn nach dem Gespenst aus dem gleichnamigen Film benannt, da er so häufig verschwand. Er verließ trotz Gegenmaßnahmen immer wieder das Haus, entfernte sich weit davon und zeigte keine Angst vor dem Verkehr und fremden Menschen. Nachdem die Familie nach Frome in Somerset umgezogen war, wurde er zum regelmäßigen Besucher der örtlichen Arztpraxis und Apotheke, wo er nach einiger Zeit seinen eigenen Stuhl im Wartebereich bekam.
2006 ging Finden mit Casper nach St Budeaux in Plymouth. Sie bezog ein Haus in der Nähe einer Bushaltestelle, um ihre Arbeit in einem Altersheim leicht erreichen zu können. Erst nach drei Jahren erfuhr sie, dass auch Casper täglich als Fahrgast mit dem Bus unterwegs war. Er bestieg jeden Morgen gegen 10 Uhr einen Bus der Linie 3, setzte sich auf einen Sitzplatz und fuhr vom Haus seiner Besitzerin in St Budeaux bis zur Endstation und wieder zurück, bis er nach etwa 11 Meilen (18 Kilometer) vor seinem Zuhause wieder ausstieg. Unterstützt wurde er dabei häufig von den Busfahrern, die darauf achteten, dass er nicht zu früh ausstieg. Nachdem Finden davon erfahren hatte, wandte sie sich an die Plymouther Regionalzeitung The Herald, die 2009 erstmals von Casper berichtete. Andere Zeitungen und Websites griffen die Geschichte auf und BBC News sendete einen Beitrag über ihn. Auch international wurde Casper bekannt.
Am Morgen des 14. Januar 2010 starb Casper im Haus seiner Besitzerin, kurz nachdem er auf dem Weg zum Bus von einem Taxifahrer angefahren worden war. Sein Tod löste erneut ein großes Medienecho aus, wobei beklagt wurde, dass sich der Fahrer mit seinem Fahrzeug vom Unfallort entfernt und nicht um das verletzte Tier gekümmert hatte.
Im August 2010 veröffentlichte Susan Finden das Buch Casper, the commuting cat (Casper, die Pendler-Katze) im Verlag Simon & Schuster. Es wurde in mehrere Sprachen übersetzt, darunter Deutsch, Niederländisch, Portugiesisch, Italienisch und Chinesisch.